# Victoria (género)

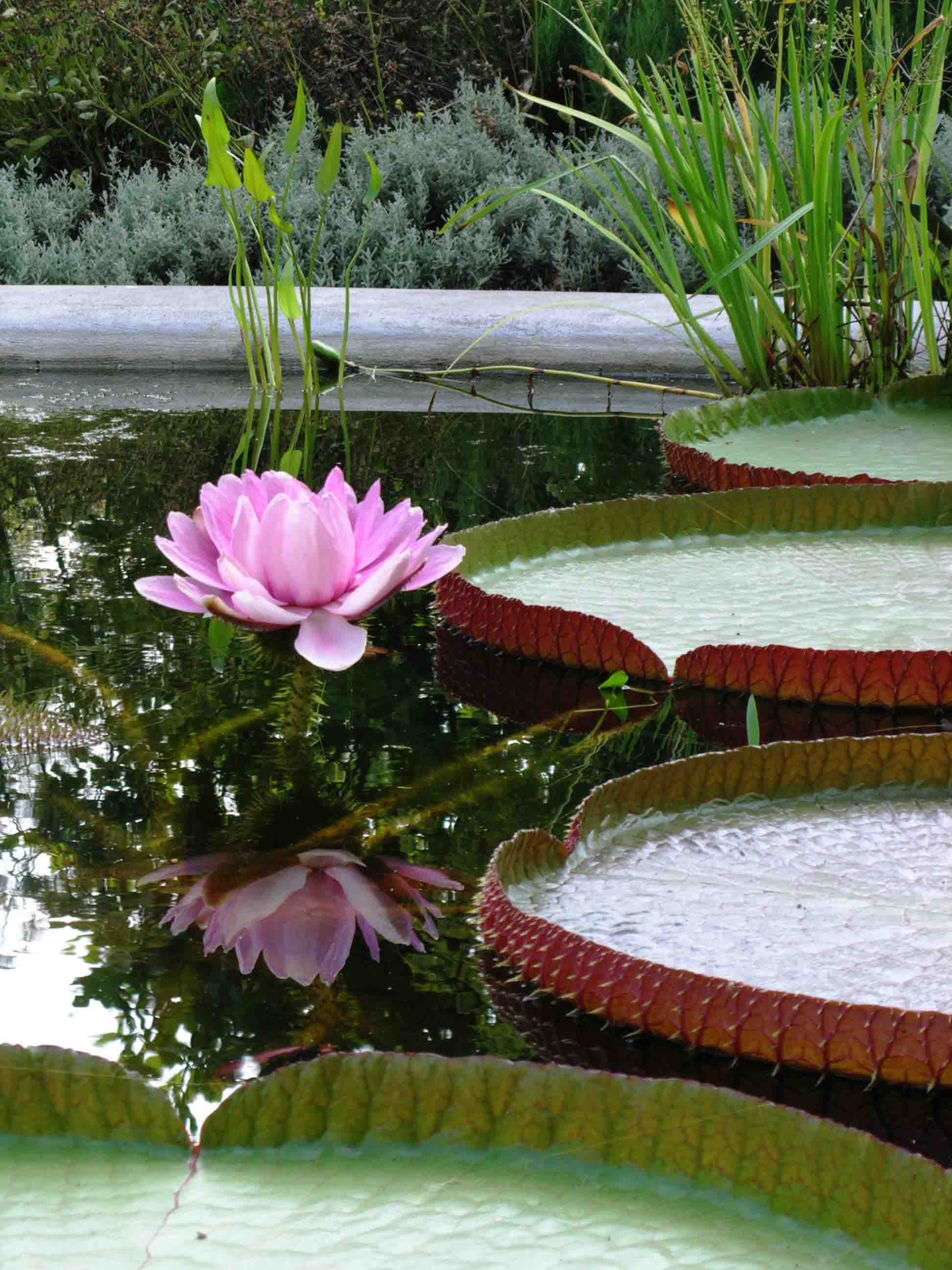
Espéciem de Victoria em flor no Hortus Botanicus de Amsterdam.

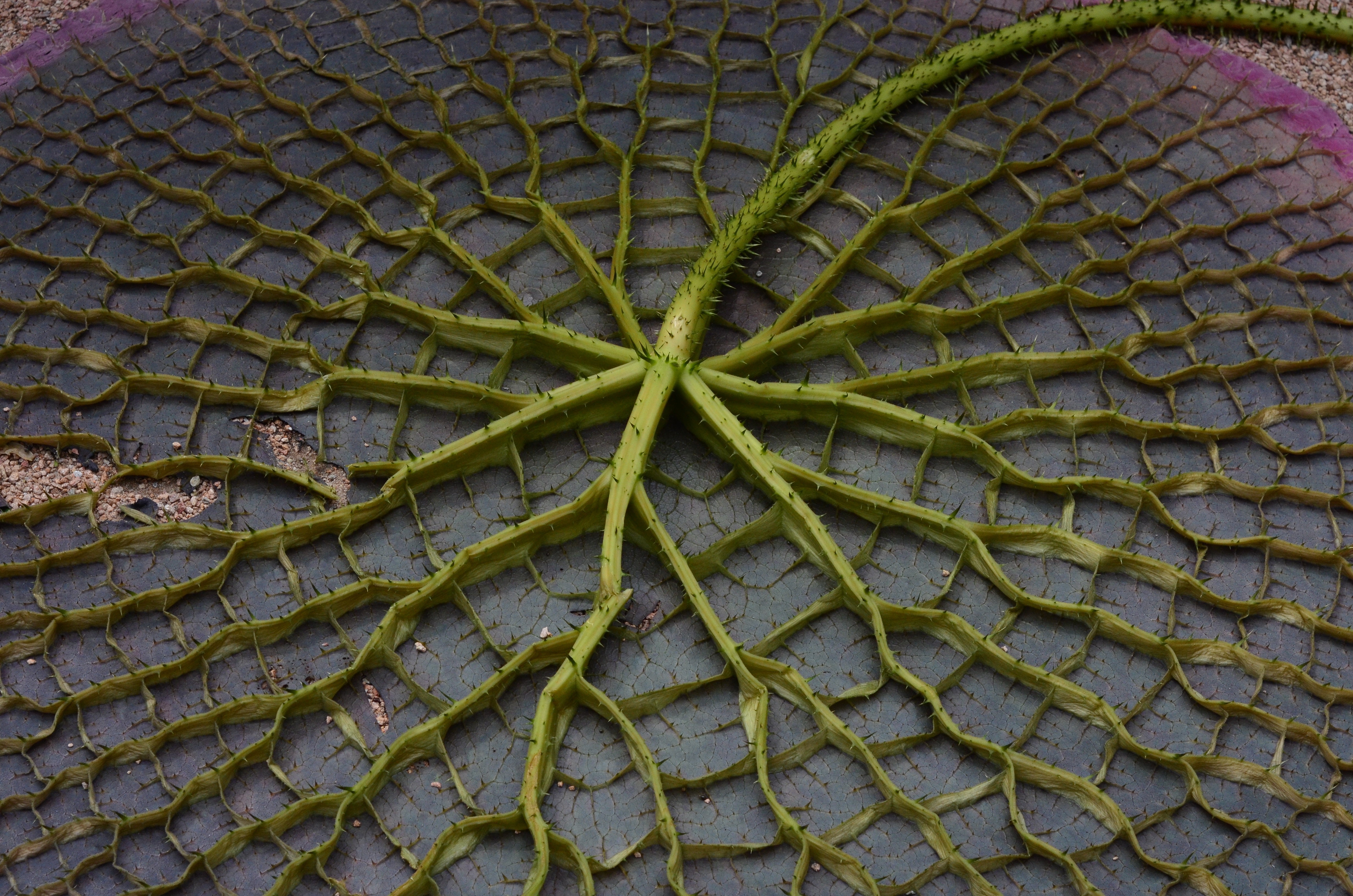
Página inferior da folha com nervuras de suporte de Victoria cruziana.

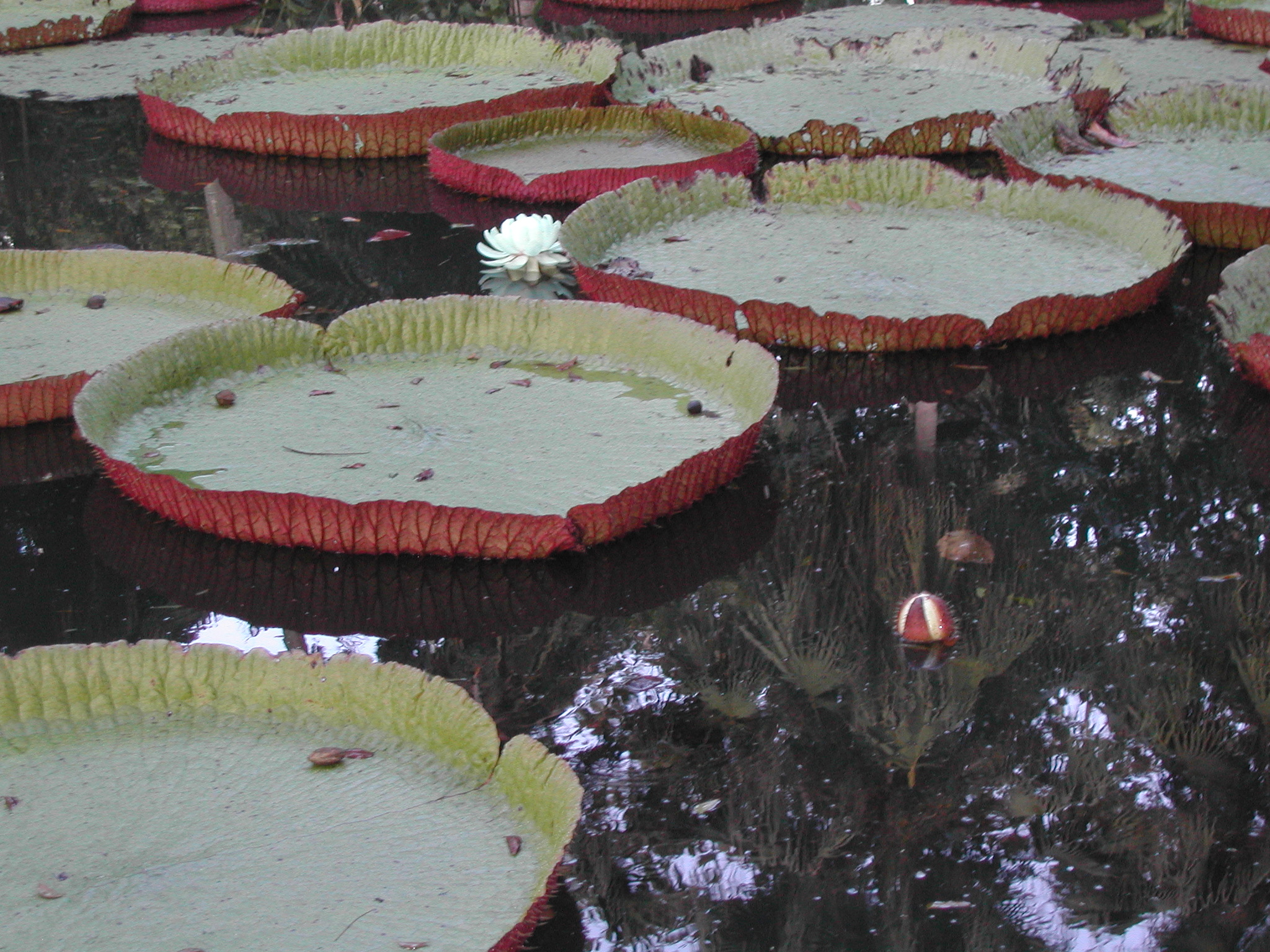
Um híbrido de Victoria amazonica × Victoria cruziana.

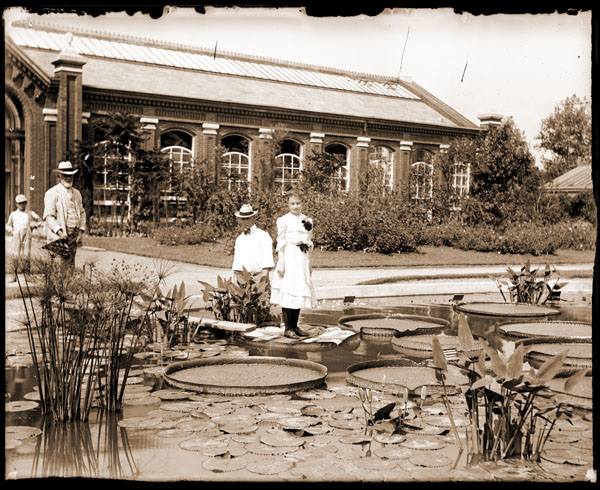
Uma mulher de pé sobre uma folha de Victoria cruziana no lago de nenúfares em frente à Linnaean House do Jardim Botânico do Missouri. Uma prancha de madeira e uma toalha são colocadas sobre uma almofada para distribuir o peso pela superfície da folha.

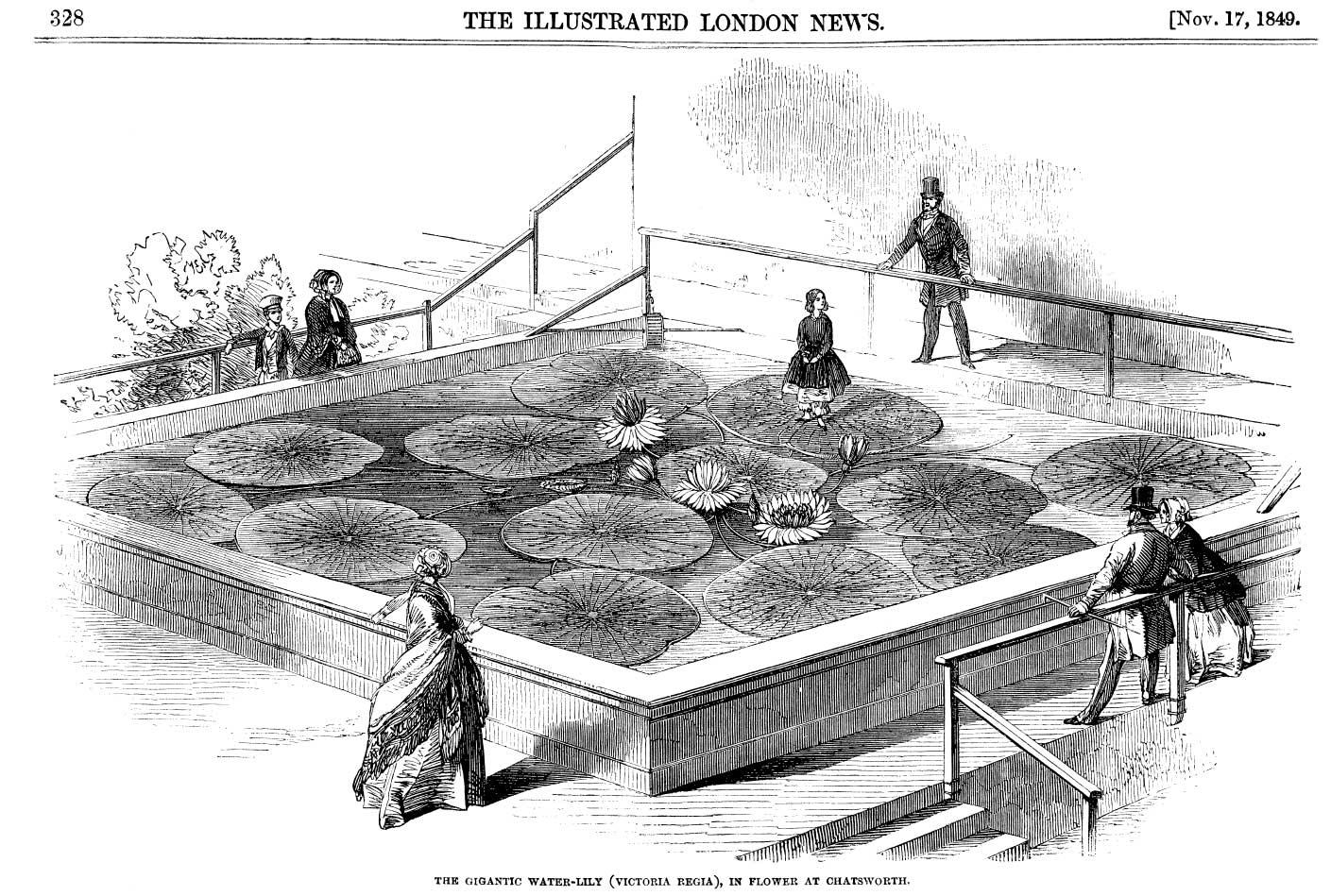
Anne Paxton (filha de Joseph Paxton) demostrando a capacidade de uma folha de V. amazonica suportar o seu peso.

Victoria  Lindl. 1837 é um género plantas aquáticas pertencente à família Nymphaeaceae que inclui três espécies de grandes herbáceas perenes, nativas das regiões tropicais da América do Sul, conhecidas por nenúfar-gigante.

## Descrição
Os membros do género Victoria apresentam folhas verdes muito grandes que ficam planas na superfície da água. Victoria boliviana tem uma folha que pode atingir 3 m de largura, num caule que pode atingir 8 m de comprimento. O nome do género foi dado em honra da Rainha Vitória do Reino Unido.  À medida que se espalha, empurra outras plantas aquáticas para o lado, até que só restem as da sua espécie.  Quando isto acontece, a luz do sol deixa de chegar às plantas que se encontram debaixo de água. 
Todas as três espécies têm tipicamente quatro sépalas cada uma medindo 12 cm de comprimento por 8 cm de largura. Existem tipicamente 50 a 70 pétalas e 150 a 200 estames.
A folha é capaz de suportar um peso de até 60 , adequadamente distribuído, embora a superfície da folha seja delicada, de tal forma que «uma palha segurada a 15 centímetros de altura e deixada cair perpendicularmente sobre ela passaria facilmente através dela». A folha apresenta um pequeno corte no bordo pelo qual a água retida no seu inteiors é libertada.

### Morfologia
As grandes folhas circulares flutuam na água. Apresentam poros finos (estomatódios) e dois entalhes opostos na extremidade alta e curva, para que a água da chuva possa escorrer rapidamente.  Devem a sua estabilidade e capacidade de flutuação a um tecido de suporte em forma de nervura na parte inferior da folha, que segue a rede de venação. As cristas de suporte contêm grandes lacunas intercelulares cheias de ar e são cobertas por espinhos. Os espinhos maiores também podem ter cavidades cheias de ar, mas os menores são sólidos. Todas as partes submersas da planta (parte inferior das folhas, caules e as tépalas externas do perianto) são cobertas com espinhos duros e pontiagudos, presumivelmente para protegê-los de herbívoros.
No seu habitat natural, estas plantas podem florescer durante todo o ano. Todas as espécies do género florescem exclusivamente à noite e são capazes de termogénese.
A antese demora apenas cerca de dois dias. A polinização é feita por escaravelhos, que rastejam para as flores abertas na primeira noite, permanecem presos na flor fechada no dia seguinte e só são libertados na segunda noite. Enquanto as flores estão fechadas durante o dia, mudam de cor, passando de branco na primeira noite para um vermelho-púrpura escuro na segunda noite, devido à formação de antocianinas.
Para além dos caracteres gerais da família Nymphaeaceae, o géneros apresenta as seguintes características morfológicas:
- Ervas anuais ou perenes de vida curta, com rizoma curto e ereto. Acúleos em nervuras proeminentes na face inferior da folha, pecíolo, pedúnculo floral e exterior do cálice;
- Folhas flutuantes, peltadas, orbiculares, com 1,5-2,0 m de diâmetro, com a margem elevada formando uma crista contínua;
- Flores com 30-50 cm de diâmetro, epígeas, nocturnas, brancas a rosa-púrpura; sépalas 4; pétalas 50-70; estaminódios extrastaminais cerca de 20; estames 150-200; estaminódios intrastaminais cerca de 25, introrsos deiscentes; carpelos 30-40, sincarpados; cálice estigmático rodeado por apêndices carpelares termogénicos;
- Pólen em tétrades, zonassulculado;
- Fruto grande, aculeado;
- Sementes numerosas, ariladas;
- Número cromossómico: 2n = 20-24. Cromossomas grandes, 2-4 μm de comprimento.

### Distribuição e habitat
O género está distribuído na zona tropical da América do Sul. Como necessita de enraízar no substrato, ocorre nas águas pouco profundas das bacias hidrográficas, nos lagos de braços abandonados sem curso e nos baixios. As flores, que são brancas quando se abrem na primeira noite, tornam-se cor-de-rosa na segunda noite. São polinizadas por escaravelhos (cantaridofilia), principalmente do género Cyclocephala.
O género tem espécies nativas do Brasil.

### Usos
As espécies deste género são de grande interesse em jardinagem como ornamentação de superfícies de água. As espécies podem ser cruzadas, o que acontece em jardins botânicos.

## Taxonomia
O primeiro botânico a encontrar um nenúfar-gigante foi Thaddäus Haenke, na Bolívia, em 1801. Mais tarde, outros botânicos encontraram-no no Paraguai, no Brasil e na Guiana Britânica. As primeiras sementes chegaram a Londres em agosto de 1846, tendo sido obtidas apenas duas plantas no Royal Botanic Gardens, Kew, que rapidamente pereceram. Em fevereiro de 1849, um novo carregamento de sementes foi bem sucedido e cerca de 50 plantas foram distribuídas por coleccionadores importantes, incluindo o 6.º duque de Devonshire, em Chatsworth, e o duque de Northumberland, em Syon House.
A obtenção das primeiras flores da então chamada victoria-régia tornou-se uma questão de rivalidade entre a nobreza de Inglaterra. Finalmente, o jardineiro do Duque de Devonshire, Joseph Paxton, em novembro de 1849, foi o primeiro a conseguir, tendo feito uma réplica do habitat quente e pantanoso do nenúfar-gigante (um esforço gigantesco para combater o inverno inglês apenas com a ajuda de fogões a carvão), seguido pelo jardineiro do Duque de Northumberland, John Ivison, mais afortunado, com uma série contínua de cultivos na Syon House (atualmente parte do Royal Botanic Gardens, Kew). O Duque de Devonshire presenteou a rainha Victoria, através de Paxton, com a primera destas flores produzidas no Reino Unido, que havia sido originalmente assim nomeada em sua honra.
A primeira descrição publicada do género foi feita por John Lindley em 1837, com base em espécimes trazidos da Guiana Britânica por sir Robert Schomburgk, encarregado pela Royal Geographical Society of London de explorar a flora da Guiana. Lindley deu ao género o nome da nova rainha, Victoria, e à espécie o binome Victoria regia. Um relato anterior da espécie, com o binome Euryale amazonica fora publicado em 1832 por Eduard Friedrich Poeppig, um botânico nascido em Plauen (Vogtland), que descreveu uma afinidade com Euryale ferox. O botânico francês Aimé Bonpland fizera também uma coleção e descrição em 1825. Em consequência aquela espécie é presentemente designada por Victoria amazonica.
O género Victoria Lindl. pertence à subfamília Nymphaeoideae da família Nymphaeaceae, anteriormente Euryalaceae, e compreende as seguintes três espécies extantes:
- Victoria amazonica (Poepp., 1836) J.E.Sowerby, 1850 (sin.: Euryale amazonica Poepp., Victoria regia Lindl., 1837; Victoria regia var. randii hort. ex Conard nom. inval.; Victoria regina J.E.Gray, 1837; Victoria regalis Schomb., 1837; Euryale brasiliana Steud., 1840; Victoria amazonum Klotzsch, 1847; Victoria reginae Hook., 1850; Nymphaea victoria R.H.Schomb. ex Lindl. nom. inval., Victoria amazonica Planch. ex Casp.; Victoria regina R.H.Schomb.) — A região nativa é a bacia hidrográfica do rio Amazonas na América do Sul. Há localidades na Guiana, no Brasil (Acre, Amazonas, sul de Mato Grosso, oeste de Mato Grosso do Sul, Pará e Rondônia), Paraguay e na Bolívia (Beni, Pando, Santa Cruz).[4][2]
- Victoria cruziana A.D.Orb., 1840 (sin.: Victoria argentina Burmeist., 1861, nom. nud.; Euryale bonplandia Rojas, 1897;  Victoria cruziana var. malmei F.Henkel et al.; Victoria cruziana var. trickeri F.Henkel et al.; Victoria regia var. cruziana (A.D.Orb.) C.Lawson; Euryale policantha Rojas, 1897; Victoria cruziana fo. mattogrossensis Malme, 1907; Victoria trickeri H. Henkel, 1907; Victoria trickeri (F.Henkel ex Malme) hort. ex Mutzek))[4] — É nativa do sistema fluvial do rio Paraná. Há localidades na Argentina (Chaco, Corrientes, Entre Rios, Formosa, Santa Fé) e Paraguai (bacias dos rios Paraná e Paraguay).[2]. É conhecida por irupé pelos argentinos e paraguaios (palavra de origem guarani). 2n = 24.
- Victoria boliviana Magdalena & L.T.Sm.[21] — Não foi descrito até meados de 2022 e ocorre na Amazónia boliviana (Llanos de Moxos).[14]

| Imagem | Nome científico                          | Distribuição                                                                                 | Descrição |
| ------ | ---------------------------------------- | -------------------------------------------------------------------------------------------- | --- |
|        | Victoria amazonica (Poepp.) J.C. Sowerby | Águas pouco profundas da bacia do rio Amazonas, tais como lagos, lagoas e pântanos inundados | As flores são brancas na primeira noite em que estão abertas e tornam-se cor-de-rosa na segunda noite. Apresentam até 40 cm de diâmetro e são polinizadas por coleópteros da família Scarabaeidae. De acordo com Parodi, tanto a V. amazonica quanto a V. cruziana podem ocasionalmente produzir flores de até 50 cm de largura. A flor está representada no brasão de armas da Guiana. |
|        | Victoria cruziana A.D.Orb.               | Bacias do rio Paraná e do rio Paraguay basin                                                 | Ligeiramente mais pequena que a V. amazonica, com a parte inferior das folhas púrpura em vez do vermelho da V. amazonica, e coberta por uma penugem semelhante ao pêssego que não existe na V. amazonica. A V. cruziana abre suas flores ao entardecer. |
|        | Victoria boliviana Magdalena & L.T.Sm.   | Bolívia                                                                                      | Folhas que atingem mais de 3 m de largura, sementes e óvulos de maior tamanho. |

O seguinte cladograma reflecte as relações filogenéticas dentro do género Victoria:

|  | Victoria amazonica                                                       |
|  |                                                                          |
|  | \| \| Victoria cruziana \| \| \| \| \| \| Victoria boliviana \| \| \| \| |
|  |                                                                          |
|  | Victoria cruziana                                                        |
|  |                                                                          |
|  | Victoria boliviana                                                       |
|  |                                                                          |

|  | Victoria cruziana  |
|  |                    |
|  | Victoria boliviana |
|  |                    |